# 格勒東山
4°48′47″N 96°49′12″E / 4.813°N 96.82°E

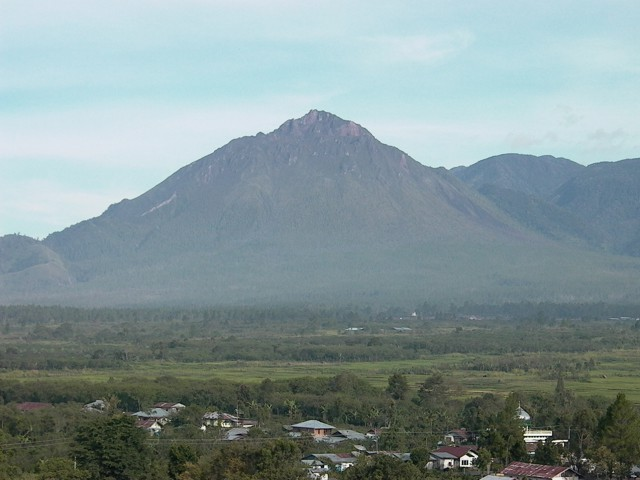

格勒東山是印度尼西亞的火山，位於蘇門答臘北部，海拔高度2,885米，山體自更新世時期遭受侵蝕，最近一次火山噴發在1937年發生。